# Académie royale des beaux-arts de Liège
L'Académie royale des beaux-arts de Liège (Accademia reale di belle arti di Liegi) è un'istituzione artistica fondata nel 1775 dal principe vescovo di Liegi François-Charles de Velbruck a seguito di un'idea di Nicolas de Fassin e Léonard Defrance.
L'edificio attuale, ispirato al rinascimento italiano, si trova al 21 di rue des Anglais, costruito nel 1895 ad opera dell'architetto Joseph Lousberg.

## Storia

### L'Académie princière
Nel 1772, François-Charles de Velbruck venne designato principe vescovo di Liegi.
Fino alla sua morte, nel 1784, governò sull principato. Viene considerato un "principe illuminato" e interessato ai problemi sociali, fondatore di scuole e protettore delle arti. È proprio a lui che Liegi deve la creazione della sua accademia di belle arti, che nel 2015 ha celebrato il 240º anno dalla sua fondazione.
Nel 1771, Desoer diffuse un "progetto di un'associazione di cittadini" per creare una scuola di disegno. Alcuni artisti lo sostennero finanziariamente mentre altri vi apportarono le loro conoscenze. La città mise a disposizione dell'associazione due stanze nel Municipio di Liegi ma alla fine non si realizzò niente.
Nelle sue memorie, il pittore Léonard Defrance scrisse che nel 1773, l'artista Nicolas de Fassin, di ritorno da Roma, aveva aperto un laboratorio dove i giovani potevano imparare il disegno da modelli dal vivo. In quell'epoca c'era una certa attività artistica, ma, insensibilmente, questo fuoco andò a spegnersi.
Alla fine del mese di dicembre del 1774, il principe vescovo, considerando che le autorità pubbliche avrebbero dovuto sostenere le iniziative private citate sopra, pubblico un bando: l'organizzazione di un concorso per il reclutamento di insegnanti.
Il 2 gennaio 1775 venne organizzato il concorso e in seguito venne pubblicato un bando relativamente alla "fondazione di un'Accademia di pittura, scultura e incisione, e di una scuola di disegno, relativa alle arti meccaniche." Otto artisti, tra cui Léonard Defrance, che svolgeva anche le funzioni di segretario e tesoriere, vennero designati come accademici: lo scultore Guillaume Évrard era il decano, e l'architetto Jacques-Barthélemy Renoz venne scelto come direttore della scuola di disegno tecnico.
L'accademia occupò le prime due sale del municipio che presto divennero troppo anguste, così che la scuola si sistemò poi nella vecchia corte della Procura, fino alla rivoluzione nel 1791. I corsi di meccanica vennero trasferiti nel precedente collège des jésuites wallons (diventato, nel 1817, Università di Liegi).
A capo dell'Académie si succedettero i direttori: Léonard Defrance nel 1778 e l'incisore Joseph Dreppe alla morte di François-Charles de Velbruck, che nel 1778 aveva dotato l'Académie di un regolamento, rinnovato dal suo successore, il principe vescovo César-Constantin-François de Hoensbroeck. Allo stesso tempo, vennero acquisite riproduzioni di statue antiche, incisioni e disegni di maestri.

### L'école centrale française
Nel 1797, Liegi, divenuta capoluogo del Dipartimento dell'Ourthe, aprì una École centrale dove Léonard Defrance insegnò disegno. Nel 1801, il numero degli allievi superò le cento unità, e François-Joseph Dewandre venne nominato docente aggiunto. Egli sarà poi il maestro di Henri Rutxhiel, che godrà di una brillante carriera di scultore ufficiale in Francia, sotto il Primo Impero e la Restaurazione.
Nel 1808, le Écoles Centrale del Primo Impero vennero trasformate in licei, e il corso di disegno divenne uno tra i tanti.
A Liegi le arti stavano di nuovo languendo e nel 1812, la Société libre d'émulation, anch'essa creata da François-Charles de Velbruck, si ricordò dell'esistenza dell'Accademia del 1775 e sostenne un progetto scolastico gratuito di disegno, pittura, scultura e architettura, l'Athénée des Arts e il prefetto Charles Emmanuel Micoud d'Umons presiedette il consiglio di amministrazione, mentre Philippe-Auguste Hennequin realizzò diversi corsi e Plon insegnò architettura.
Da parte sua, la città si impegnò a sovvenzionare la scuola, ma la scomparsa del regime francese mise di nuovo tutto in discussione.

### L'Académie all'epoca del Regno Unito dei Paesi Bassi
All'epoca del Regno Unito dei Paesi Bassi, fu ancora la Société d'Émulation che, dal 1819, si impegnò a ripristinare l'istruzione artistica. Nel 1820, infine, venne costituita una scuola di disegno libera, chiamata Académie royale de dessin. Installata nei locali dell'aptico collegio dei gesuiti (come all'epoca di Velbruck e dei francesi), accolse una cinquantina di studenti. François-Joseph Dewandre, sia direttore che professore era assistito dallo scultore Lambert Salaie. Nel 1825, la scuola venne trasferita nell'ex hospice Saint-Abraham situato a Féronstrée, recuperando le collezioni di disegni delle precedenti istituzioni, e raggiunse i centocinquanta, e poi i duecento allievi alla vigilia della rivoluzione belga.
Salaie, morì nel 1833, e Dewandre nel 1835, sostituiti rispettivamente da Decoux e Lambert Herman.

### L'Académie des Beaux-Arts
Attorno al borgomastro Louis Jamme, un gruppo di persone disposte a sostenere le arti, fece diverse proposte, che alla fine vennero realizzate. Anzi, il 2 gennaio 1835, il Consiglio di reggenza della città decise di mantenere la scuola di disegno, riorganizzandola sotto il nome di Académie des Beaux-arts.
A cinquant'anni dalla sua creazione, da parte di Velbruck, l'Accademia conobbe così una seconda giovinezza che, senza interruzione, la condurrà fino ai nostri giorni.